# Dálnice M2 (Maďarsko)
Dálnice M2 (maď M2-es autóút) je rychlostní silnice v Maďarsku, spojující Budapešť s městem Vác. Vychází z budapešťského městského obchvatu M0. V budoucnosti má pokračovat až k obci Hont a dále procházet do Slovenska u Šah. Zatím je v provozu 30 km dálnice, je však dokončena stavba pouze dvou pruhů na polovičním profilu; druhý profil zatím zcela chybí.